# 杜本神社
杜本神社（もりもとじんじゃ）は、大阪府にある神社。同名神社として羽曳野市・柏原市に1社ずつがあり、いずれも河内国安宿郡の式内社（名神大社）「杜本神社二座」の論社。羽曳野市の杜本神社の方が有力な論社とされる。羽曳野市の杜本神社は縁切り縁結びや命名、占いに御利益があるとされている。

## 概要
どちらも祭神に経津主神が含まれている。一説には、崇神天皇の時代、経津主命の14世の孫の伊波別命（いわわきのみこと）が、祖神・経津主神の陵墓のある地に住み、経津主神を祀ったのが起源であるという。
延喜式神名帳に名神大社として記されるほか、延喜式で当社の祭礼が「杜本祭」として記載され、内蔵寮の幣使が参向していた。天正年間、織田信長の高屋城攻めの際、兵火によって社殿・社宝を失い、1586年（天正14年）、豊臣秀吉に社領を没収され衰微した。

## 杜本神社 (羽曳野市)

### 祭神
経津主命と経津主姫命の夫婦神を祀るとしているが、『神社明細帳』では事代主命・経津主命、『河内国式神私考』では句々廼智命・氷谷坐彌豆波乃売神、『地名辞典』『神祇志料』『地理志料』では「当宗忌寸の祖神」としている。

### 歴史
創建年代は不詳である。社伝によると、伊波別命に縁の一族が神社の祭祀を行い、平安時代には「矢作忌寸」を称したという。神仏習合時代に神宮寺の金剛輪寺が創建され、社僧により奉仕されたが、明治の神仏分離により金剛輪寺は廃寺となった。明治5年（1872年）に村社に列格し、明治41年（1908年）に神饌幣帛料供進社となった。

### 境内
境内の本殿前左右には、「隼人石」と呼ばれる石造物1対がある。獣頭人身像が彫られたもので、造立年代は不明だが、奈良市の「那富山墓」にある隼人石第1石によく似る。

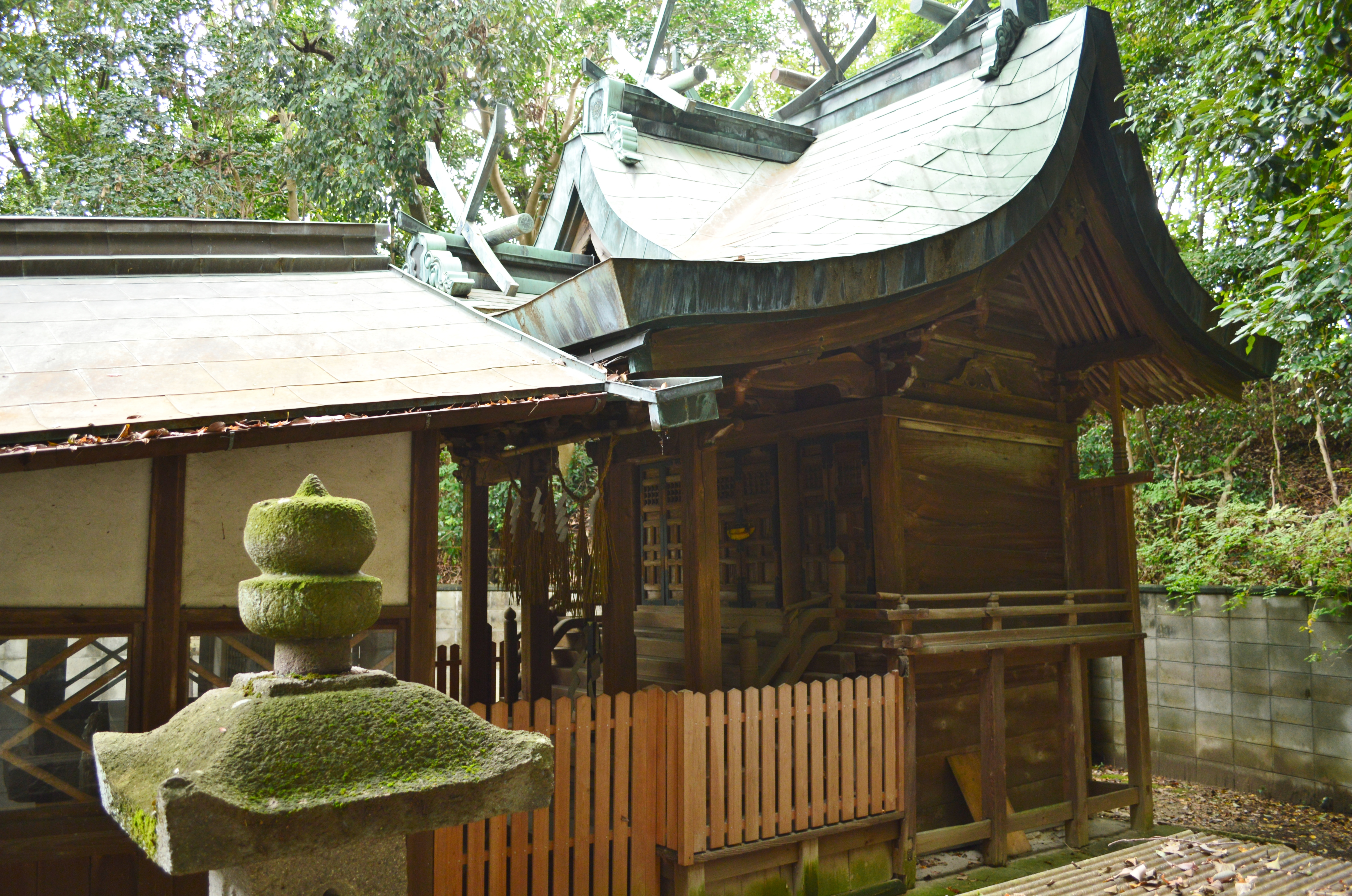
本殿
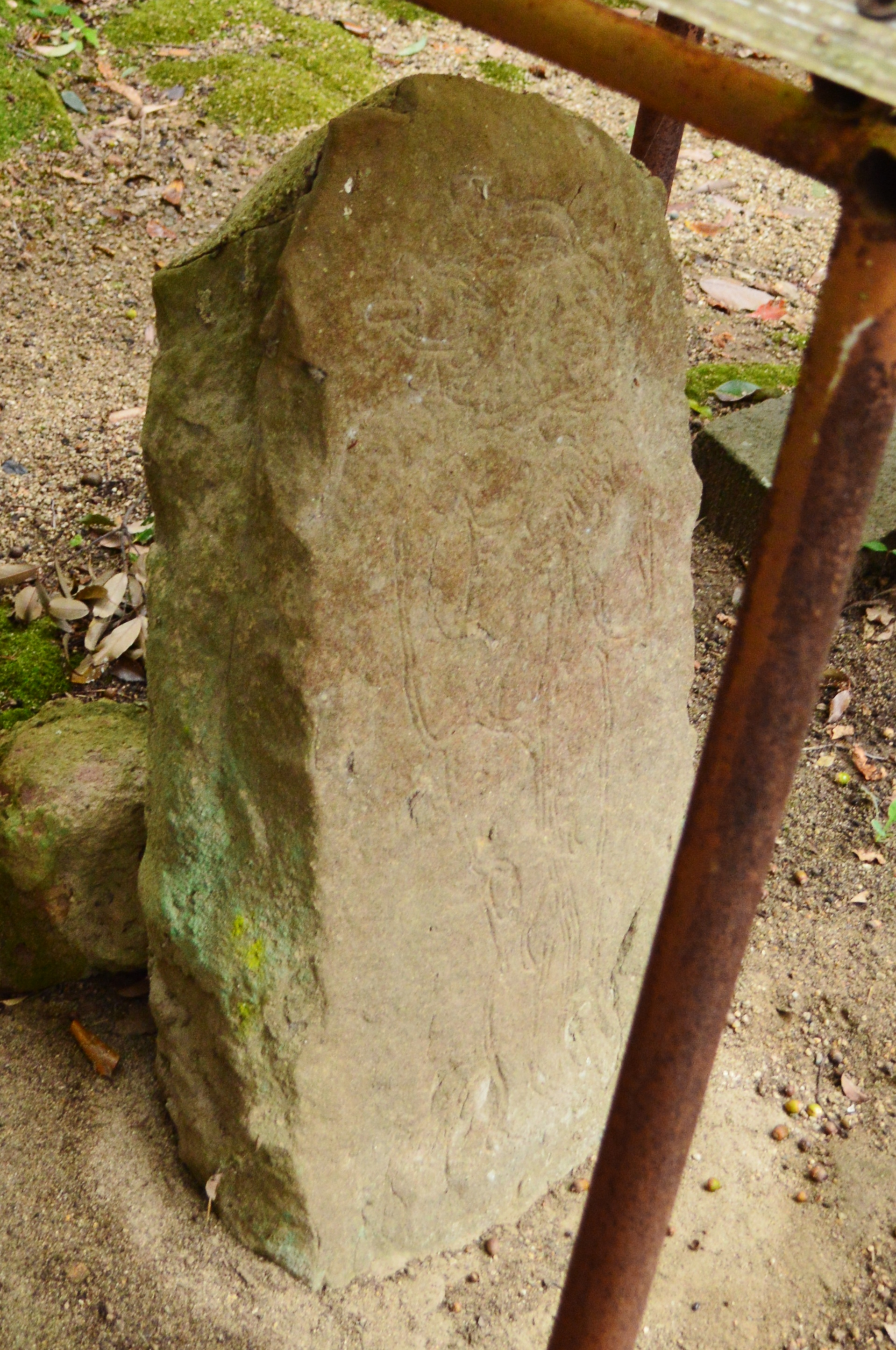
隼人石（本殿向かって左）
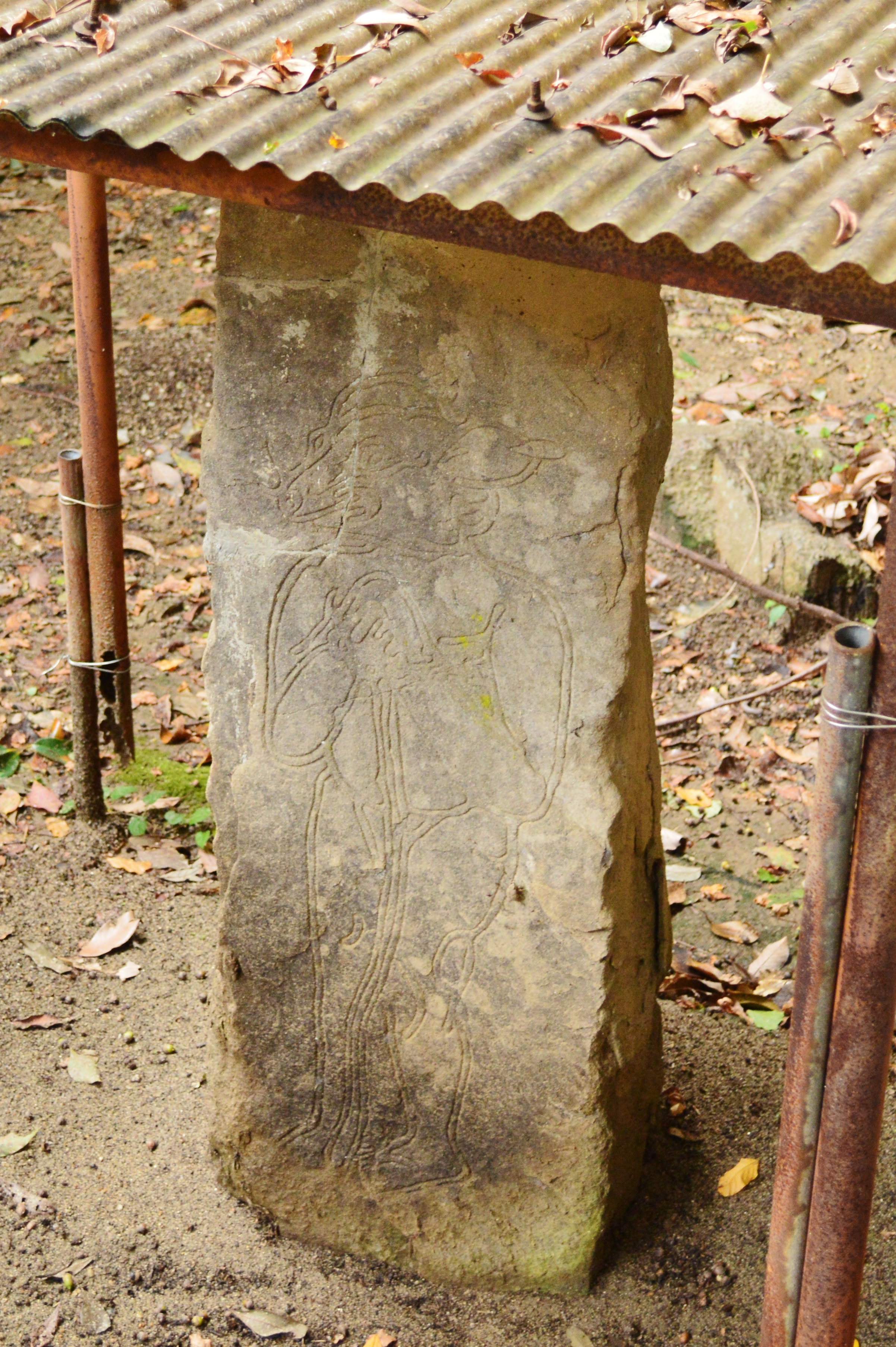
隼人石（本殿向かって右）
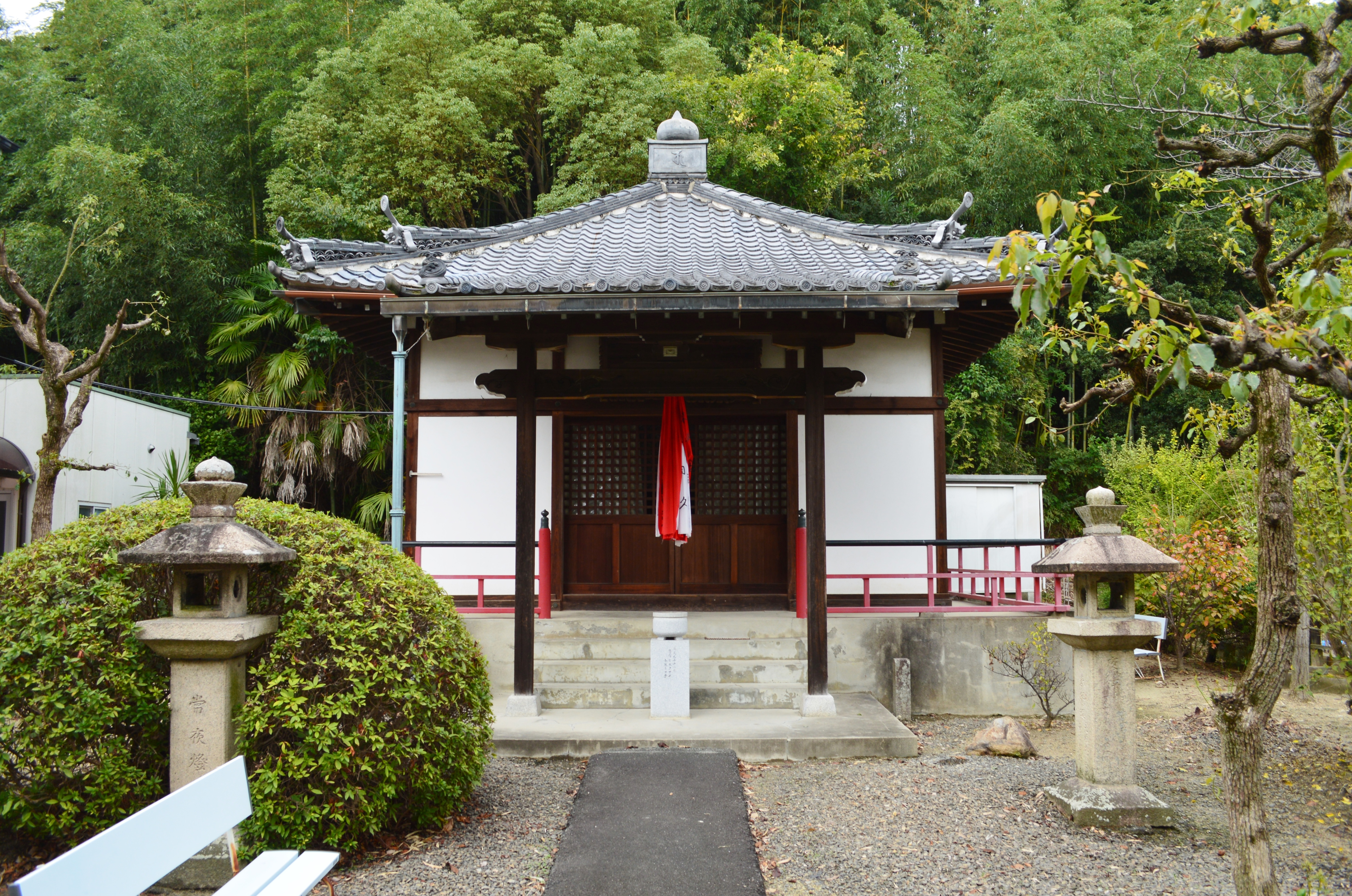
金剛輪寺（旧神宮寺）
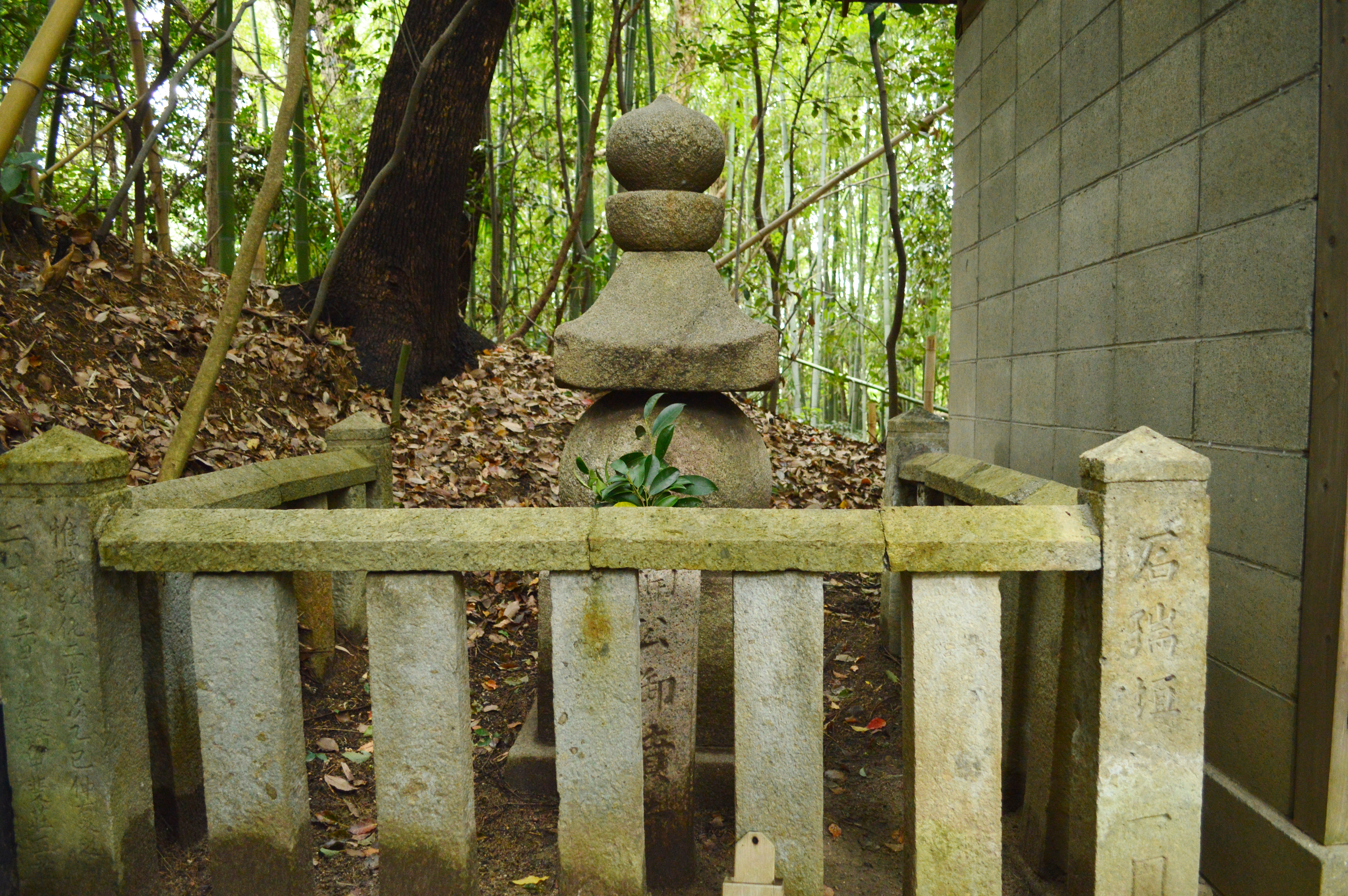
伝楠木正成首塚
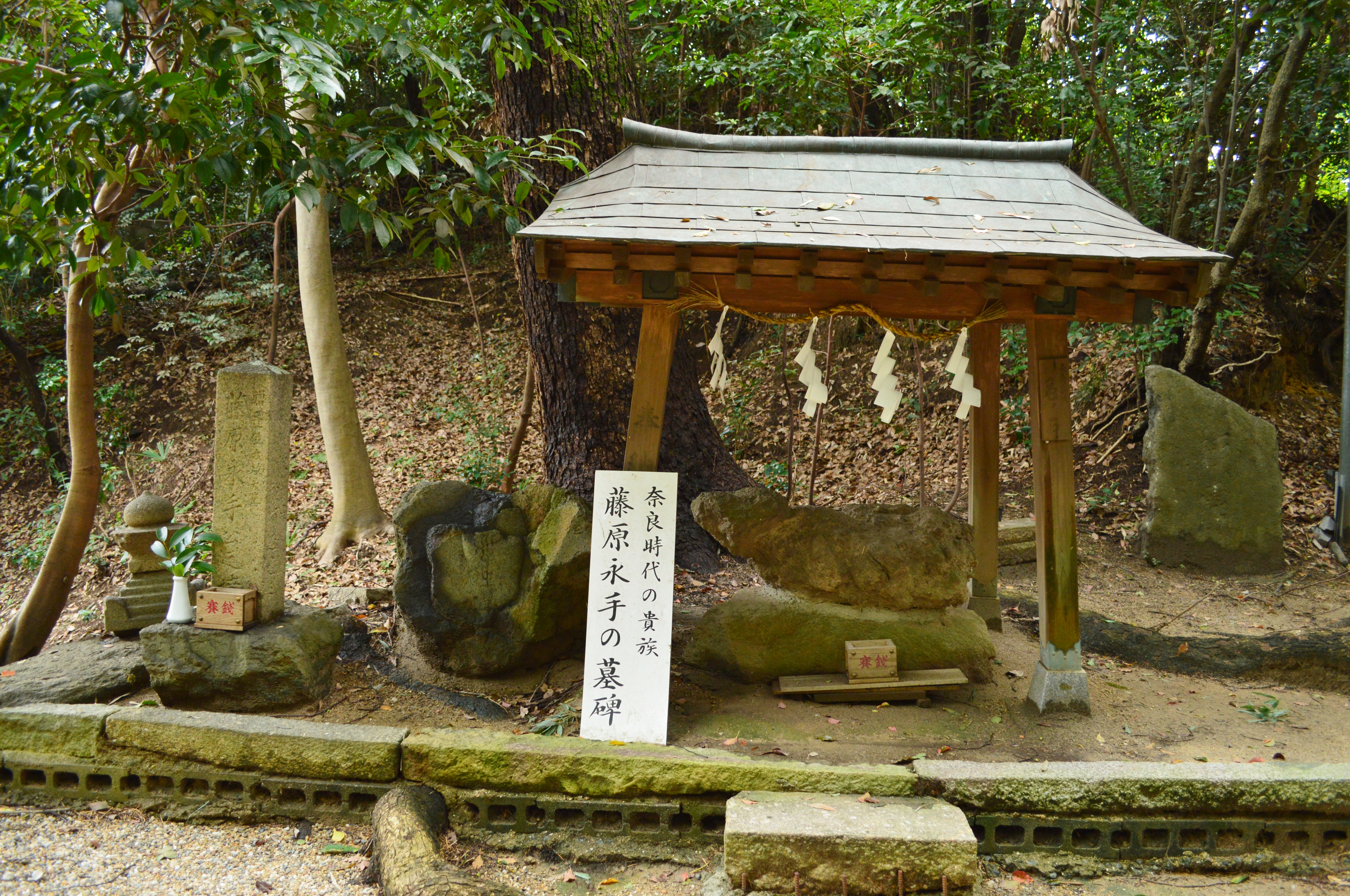
伝藤原永手墓碑
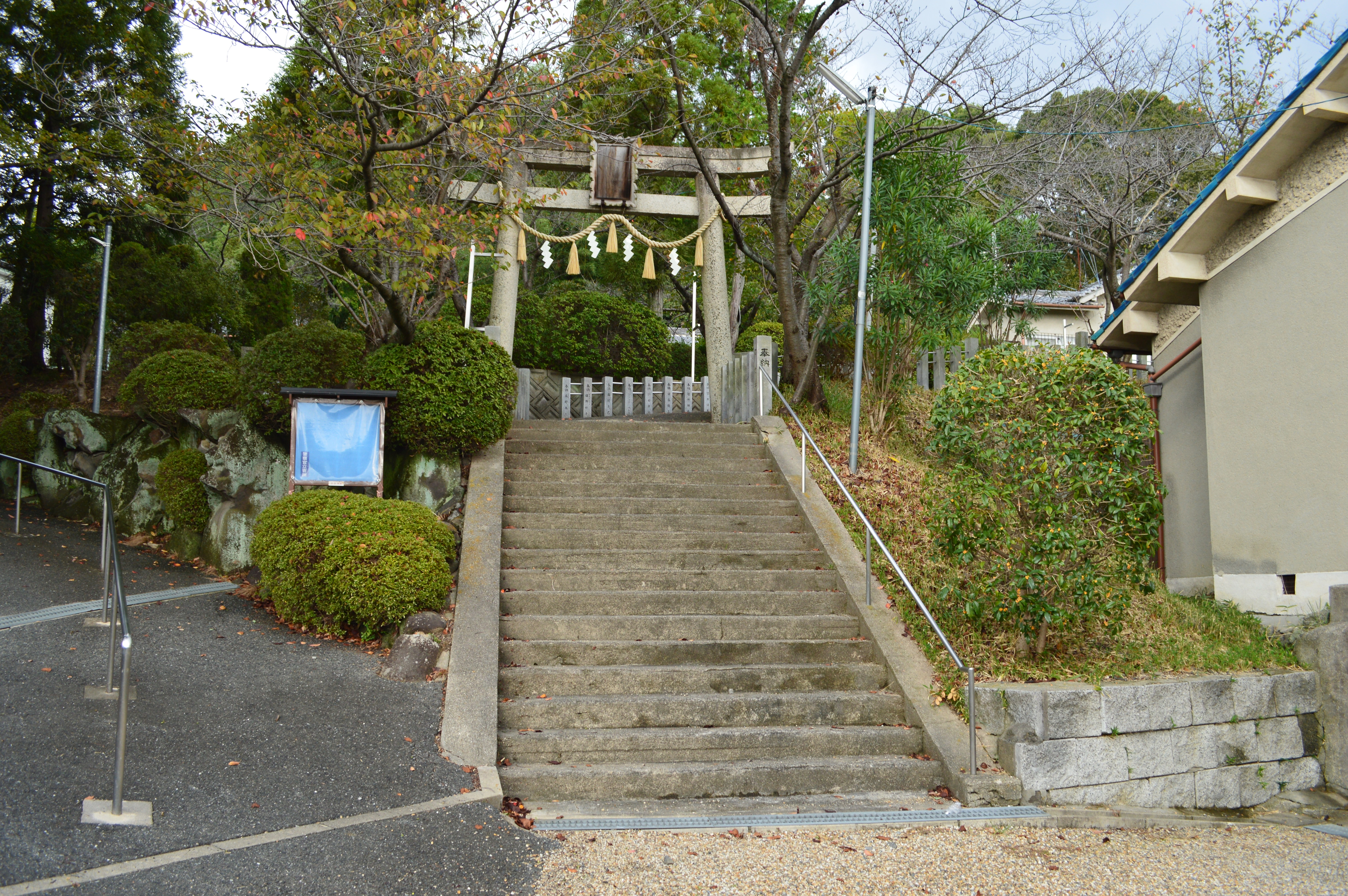
鳥居

### 摂末社
現在の社殿は江戸時代に高津宮から移築したものである。境内社として以下のものがある。
- 維日谷稚宮（若宮神社） - 祭神：反正天皇・伊波別命・遠登売命。
- 南木神社 - 祭神：正一位橘朝臣楠木正成公。
- 天満宮
- 天照皇太神社
- 光国稲荷神社
- 光吉稲荷神社

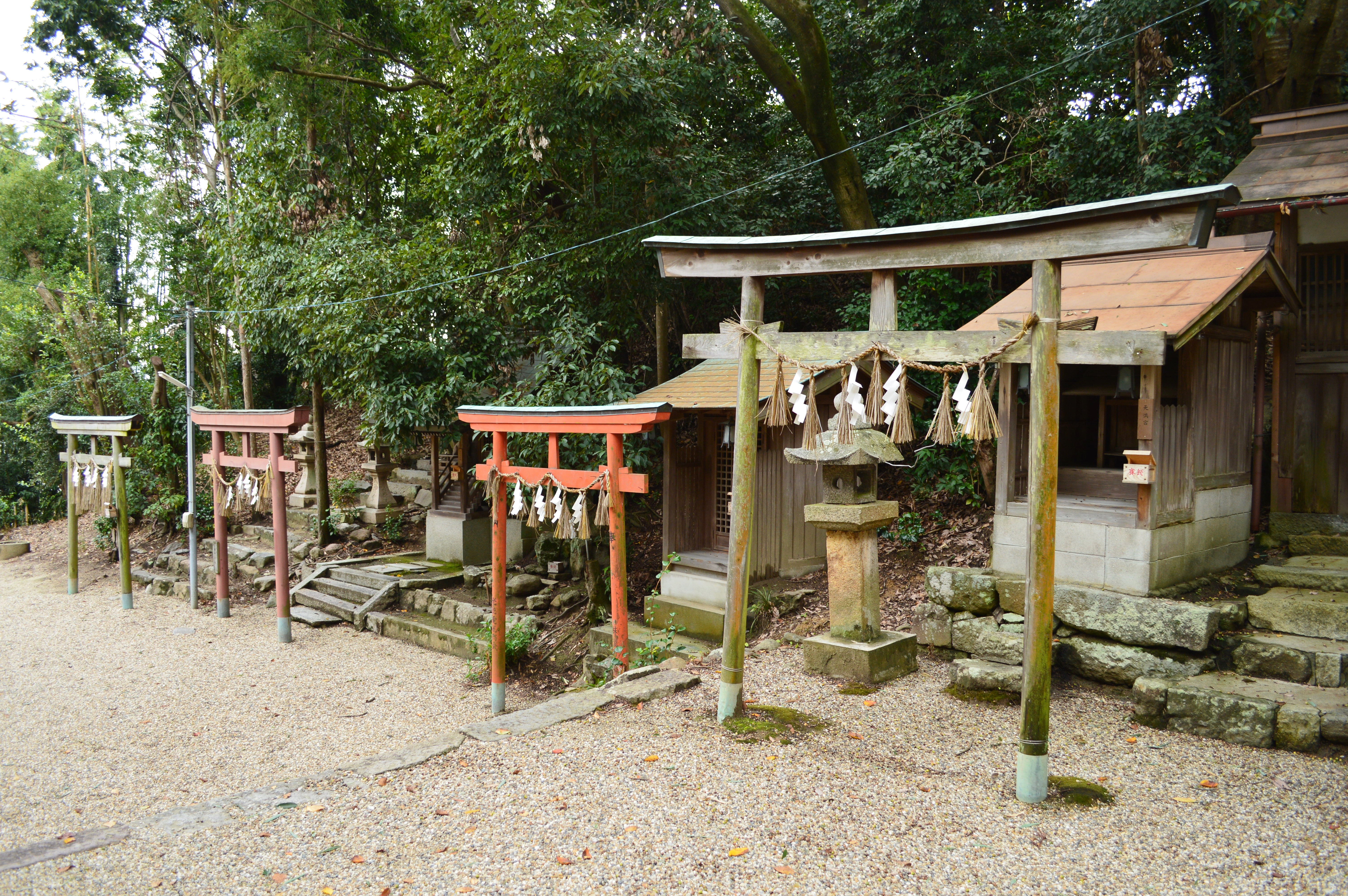
境内社
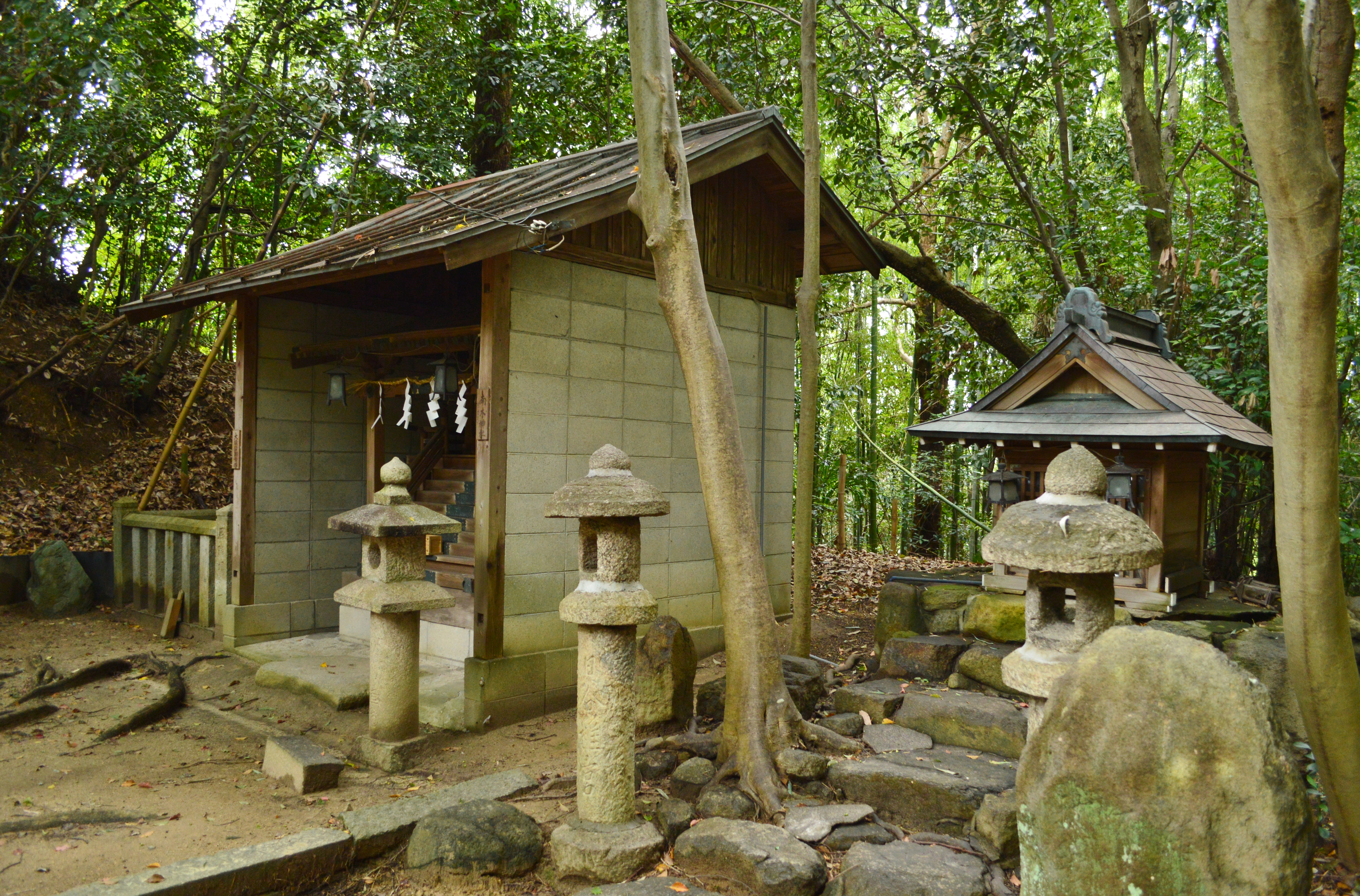
境内社

### 文化財

#### 羽曳野市指定文化財
- 有形文化財
  - 阿闍梨覚峰関係資料（歴史資料） - 2013年（平成25年）4月25日指定[2]。

## 杜本神社 (柏原市)
祭神は経津主命一座のみであり、『明治神社明細帳』では「祭神不詳」と記されている。
創立年代は不詳である。明治時代の社格は無格社であった。明治40年（1907年）12月25日、国分神社（柏原市国分市場）に合祀され、その境内社となった。昭和47年（1972年）3月、旧地に社殿が再興された。国分神社内の境内社（森本神社）も現存している。

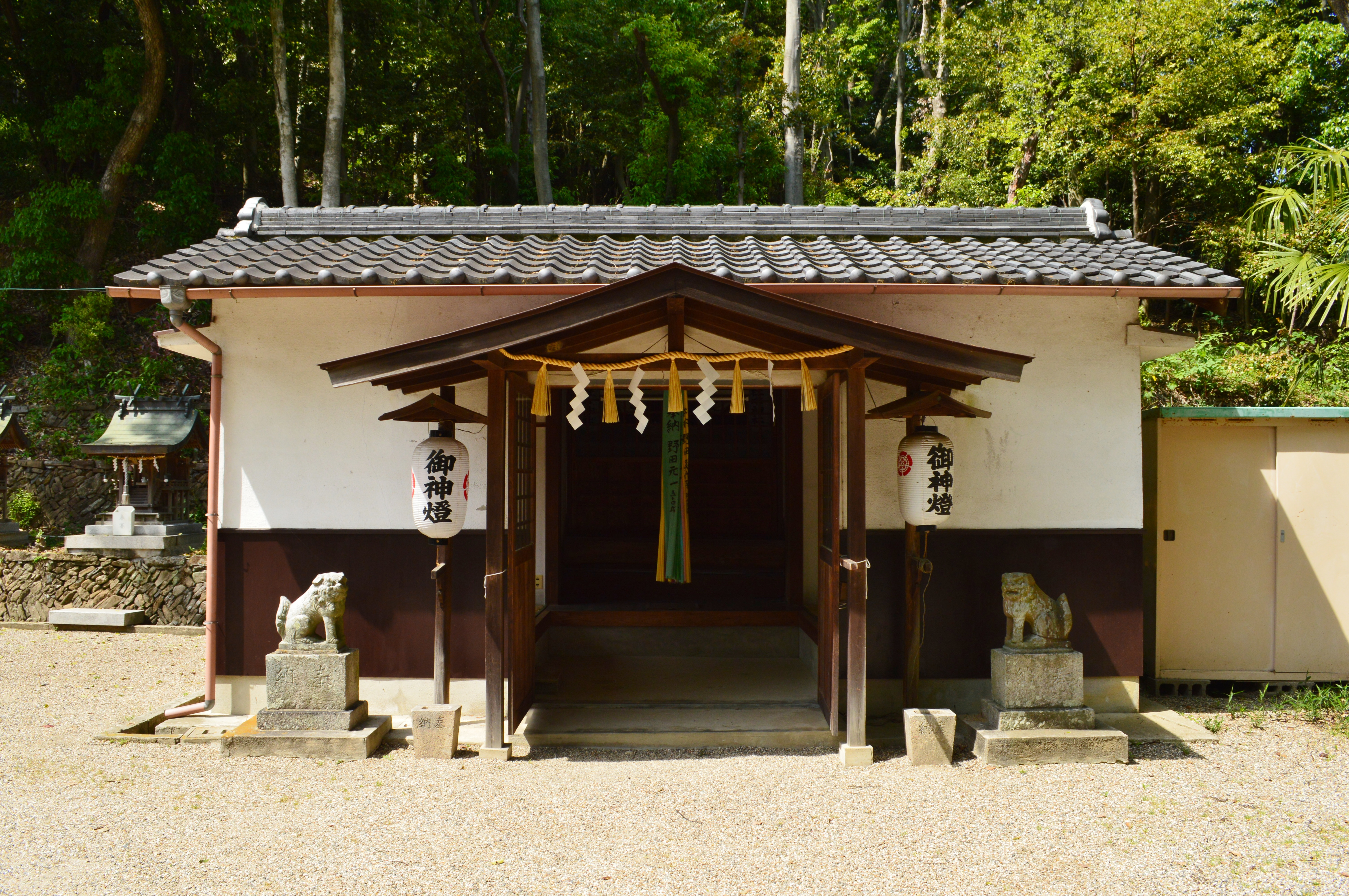
国分神社境内の森本神社